# Patania sabinusalis
Patania sabinusalis is een vlinder uit de familie van de grasmotten (Crambidae). De wetenschappelijke naam van deze soort is voor het eerst gepubliceerd in 1859 door Francis Walker.

## Verspreiding
De soort komt voor in Kameroen, Congo-Kinshasa, Oeganda, Kenia, Somalië, Zambia, Seychellen, India, Sri Lanka, China, Taiwan, Japan, Indonesië (Borneo, Java), Maleisië (Sarawak), Fiji, Solomoneilanden en Australië.

## Waardplanten
De rups leeft op:
- Boehmeria nivea (Urticaceae)
- Urera hypselodendron (Urticaceae)
- Pipturus sp. (Urticaceae)
- Triumfetta sp. (Malvaceae)